# Thierry Marie
Thierry Marie (Bénouville, 25 juni 1963) is een Frans voormalig wielrenner. Hij was beroepsrenner van 1985 tot en met 1996.
Marie was gespecialiseerd in (korte) tijdritten. Tijdens zijn carrière won hij dan ook diverse prologen, waaronder drie keer de proloog van de Ronde van Frankrijk. Zijn jongere broer Denis was ook enkele jaren profwielrenner.

## Belangrijkste overwinningen
1985
Duo Normand
Eindklassement Ronde van de Limousin
3e etappe Midi Libre
Proloog Ronde van de Toekomst
1986
Proloog Ronde van de Aude
Proloog Ronde van Spanje
Proloog Ronde van Frankrijk
2e etappe (deel B) Ronde van Catalonië
1987
Route Adélie de Vitré
Duo Normand
1988
Duo Normand 
Eindklassement Ronde van Nederland
Eindklassement Ronde van de Sarthe
20e etappe Ronde van Frankrijk
1989
2e etappe (deel B) Ronde van Nederland
Proloog Parijs-Nice
Proloog Ronde van België
Baden-Baden 
1990
3e en 7e etappe Vierdaagse van Duinkerken
Proloog Ronde van Frankrijk
5e etappe Ronde van Nederland
Parijs-Camembert
1991
1e etappe Parijs-Nice
Proloog Midi Libre
Proloog Dauphiné Libéré
Proloog en 6e etappe Ronde van Frankrijk
4e etappe Ronde van de Oise
1992
2e etappe (deel A) Driedaagse van De Panne
Proloog Ronde van Italië
18e etappe Ronde van Frankrijk
4e etappe Ronde van de Oise
Eindklassement Ronde van de Oise
1993
4e etappe Ronde van Burgos
1995
 Frans kampioen tijdrijden, Elite
1e etappe (deel B) Route du Sud
2e etappe Ronde van de Sarthe
Eindklassement Ronde van de Sarthe

## Resultaten in voornaamste wedstrijden
| Jaar | Ronde van Italië | Ronde van Frankrijk | Ronde van Spanje |
| ---- | ---------------- | ------------------- | ---------------- |
| 1985 |                  | 67e                 |                  |
| 1986 |                  | 108e (1)            | buiten tijd (1)  |
| 1987 |                  | 87e                 |                  |
| 1988 |                  | 98e (1)             |                  |
| 1989 | 116e             | 72e                 |                  |
| 1990 | 119e             | 121e (1)            |                  |
| 1991 |                  | 111e (2)            |                  |
| 1992 | 127e (1)         | 114e (1)            |                  |
| 1993 |                  | opgave              | 109e             |
| 1994 | opgave           | 53e                 |                  |
| 1995 |                  | 94e                 |                  |
| 1996 |                  | opgave              |                  |

| Jaar | Milaan-San Remo | Gent-Wevelgem | Ronde van Vlaanderen | Parijs-Roubaix | Parijs-Brussel | Parijs-Tours | Bretagne Classic |
| ---- | --------------- | ------------- | -------------------- | -------------- | -------------- | ------------ | ---------------- |
| 1985 |                 | 64e           |                      |                |                | 9e           | 5e               |
| 1986 |                 |               |                      |                |                |              |                  |
| 1987 |                 | 36e           | 56e                  | 21e            | 12e            |              |                  |
| 1988 |                 |               | 44e                  | 53e            |                |              |                  |
| 1989 | 22e             | 63e           |                      | 29e            |                |              |                  |
| 1990 |                 |               | 88e                  |                |                |              |                  |
| 1991 |                 | 52e           |                      |                |                |              |                  |
| 1992 |                 |               |                      |                |                | 53e          |                  |
| 1993 |                 |               | 78e                  | 38e            |                | 85e          |                  |
| 1994 |                 | 52e           |                      | 23e            |                |              |                  |
| 1995 |                 |               | 55e                  |                | 36e            | 122e         |                  |
| 1996 |                 |               |                      | 24e            |                |              |                  |

Wielerploegen van Thierry Marie
Barteau ·
Bouvatier ·
Boyer ·
Chevallier ·
Corre ·
Fignon ·
Gaigne ·
Gayant ·
Jules ·
Lavainne ·
M. Madiot ·
Y. Madiot ·
Marie ·
Mottet ·
Poisson ·
Roux · 
Wojtinek
Biondi ·
Bondue ·
Boyer ·
Fignon ·
Gaigne · 
Gayant ·
Hofeditz ·
Lavainne · 
Lecrocq ·
Lilholt ·
M. Madiot ·
Y. Madiot · 
Manfrin · 
Marie ·
Mottet ·
Poisson ·
Robert ·
Roux ·
Simonnot ·
Tegström
Biondi ·
Bondue ·
É. Boyer ·
P. Boyer ·
Fignon ·
Gavillet · 
Gayant ·
Guyot ·
Lavainne · 
Lilholt ·
M. Madiot ·
Y. Madiot · 
Manfrin · 
Marie ·
Mottet ·
Pelier ·
Poisson ·
Rué ·
Tegström
Bennington ·
É. Boyer ·
P. Boyer ·
Decrion ·
Dubois ·
Fignon ·
D. Garde ·
J-C. Garde · 
Guyot ·
Lavainne · 
Masson ·
Marie ·
Mottet ·
Peillon ·
Pelier ·
Rué ·
Simon
Barteau ·
Bennington ·
Bonnamour ·
Decrion ·
Dubois ·
Fignon ·
D. Garde ·
J-C. Garde · 
Imboden (tot 30/08) ·
Lavainne · 
Marie ·
Masson ·
Peillon ·
Riis ·
Rué ·
Salomon ·
Séguy ·
Simon ·
Wojtinek (tot 31/03) ·
Durand (stagiair) ·
Ledanois (stagiair)
Arnould ·
Barteau ·
Bonnamour ·
Dubois (tot 30/09) ·
Durand ·
Fignon ·
Garde ·
Lavainne ·
Leblanc ·
Ledanois ·
Marie ·
Moncassin ·
Philipot ·
Pichon ·
Riis ·
Rouxel ·
Rué ·
P. Simon ·
F. Simon (stagiair)
Arnould ·
Bagot ·
Durand ·
Fignon ·
Garde ·
Lavainne ·
Leblanc ·
Ledanois ·
Marie ·
Moncassin ·
Pichon ·
Riis ·
Robin ·
Rouxel ·
F. Simon ·
P. Simon ·
Thueux ·
Vichot
Arnould ·
Bagot ·
Bourguignon ·
Bouvatier ·
Brochard ·
Davy ·
Durand ·
Kindberg ·
Lavainne ·
Leblanc ·
Le Clerc ·
Ledanois ·
Madouas ·
Marie ·
Moncassin ·
Robin ·
Rué ·
Simon ·
Talmant ·
Thibout ·
Magnien (stagiair)
van Aert (tot 31/08) ·
Boden ·
Dojwa ·
Earley ·
Finco ·
Gajnetdinov ·
Gianetti ·
González · 
Jakobs ·
Kelly ·
Koerts ·
Lino ·
Maier ·
Manoejlov ·
Marie ·
Martínez · 
E. Pérez ·
L. Pérez ·
X. Pérez ·
Piñero ·
van Poppel ·
Rooks (tot 31/08) ·

Teyssier · 
Torres · 
Valbuena ·
Van Lancker (tot 31/08) ·
Vermote ·
Virenque ·
Wegmüller ·
Goubert (stagiair) ·
Masdupuy (stagiair)
Arnould ·
Bourguignon ·
Brochard ·
Davy ·
de Las Cuevas ·
Delion ·
Desbiens ·
Durand ·
Gaumont ·
Jeker ·
Madouas ·
Magnien ·
Marie ·
Robin ·
Roux ·
Simon ·
Thibout ·
Trumheller ·
Bouyer (stagiair) ·
Medan (stagiair) ·
Salmon (stagiair)
Bouyer ·
de Las Cuevas ·
Desbiens ·
Durand ·
Gaumont ·
Laurent ·
Madouas ·
Magnien ·
Marie ·
Medan ·
Pétilleau ·
Roux ·
Salmon ·
Simon ·
Talmant ·
Thibout ·
Bénéteau (stagiair) ·
Mainguenaud (stagiair) ·
Nazon (stagiair)